# (170909) Bobmasterson
(170909) Bobmasterson est un astéroïde de la ceinture principale.

## Description
(170909) Bobmasterson est un astéroïde de la ceinture principale. Il fut découvert le 11 novembre 2004 à Vail-Jarnac par Tom Glinos et David H. Levy. Il présente une orbite caractérisée par un demi-grand axe de 2,27 UA, une excentricité de 0,06 et une inclinaison de 5,7° par rapport à l'écliptique.

## Compléments